# Carl Ludwig Henkel
Carl Ludwig Wilhelm Christian Valentin Henkel (* 27. März 1815 in Lüderbach im Werra-Meißner-Kreis; † 28. Oktober 1853 in Kassel) war ein deutscher Bürgermeister und Polizeidirektor sowie Oberhofintendant am Hof des Landgrafen Wilhelm von Hessen.

## Leben
Carl Ludwig Henkel war ein Sohn des Amtsrichters Christian Gottfried Henkel (1759–1848) und dessen Ehefrau Caroline Heuser.
Nach seiner Schulausbildung absolvierte er seinen Militärdienst in der Hessen-kasselschen Armee und war Seconde-Lieutenant im 1. Infanterie-Regiment (Leib-Regiment).
1845 war er am Hof des Landgrafen Wilhelm von Hessen als Oberhofintendant tätig und zugleich Rechnungsführer der kurprinzlichen Chatulle-Kasse.
Vier Jahre später wurde er Polizeivorstand in der Stadt und war von 1850 bis 1851 Kasseler Bürgermeister.
Henkel starb am 28. Oktober 1853 in Kassel beim Löschen eines Brandes.

### Familie
Am 28. März 1846 heiratete er in der Hofgemeinde Kassel Charlotte Auguste Hock (1818–1889). Aus der Ehe ist der Sohn Friedrich (1850–1911, Beamter) und die Tochter Marie (1851) hervorgegangen.